# Barbara Pym
Barbara Mary Crampton Pym (2 de junho de 1913 – 11 de janeiro de 1980) foi uma escritora inglesa.

## Biografia
Pym nasceu em Oswestry, Shropshire. Frequentou uma escola privada para raparigas, o Queen's Park School, em Oswestry. Aos doze anos, entrou para o Colégio Huyton, perto de Liverpool. Após estudar Inglês no St Hilda's College, Oxford, serviu no Women's Royal Naval Service durante a Segunda Guerra Mundial.
Entre 1963 e 1977, apesar de algum sucesso e continuada popularidade, Pym não conseguiu encontrar quem publicasse os seus livros.
Tudo mudaria com um artigo no Times Literary Supplement onde David Cecil e Philip Larkin, dois nomes proeminentes, a nomearam como a escritora mais subestimada do século. Pym e Larkin corresponderam-se durante muitos anos. O seu livro Quartet in Autumn chegou a ser nomeado para o Booker Prize. Outro livro, The Sweet Dove Died, anteriormente rejeitado por muitas publicações, foi subsequentemente publicado, e muitas das suas obras nunca publicadas foram-no após a sua morte. Pym trabalhou no Instituto Internacional de África em Londres durante alguns anos, onde participava da edição do jornal África. Nunca casou, apesar do seu próximo relacionamento com homens como Henry Harvey, um estudante de Oxford, e o futuro político Julian Amery. Após a aposentação, mudou-se para Barn Cottage, Finstock em Oxfordshire com a sua irmã mais nova. Em 1980, Bárbara Pym faleceu de cancro da mama, com 66 anos. Após a sua morte, a sua irmã Hilary continuou a lutar pelo seu trabalho, e a Barbara Pym Society foi fundada em 1993. Hilary faleceu a fevereiro de 2005.

## Obras e temas
Vários temas fortes ligam obras no cânone Pym, que são mais notáveis por seu estilo e caracterização do que por seus enredos. Uma leitura superficial dá a impressão de que são esboços da vida na aldeia ou em Londres, e comédias de costumes, estudando as atividades sociais relacionadas com a igreja anglicana, paróquias anglo-católicas em particular. Pym frequentou várias igrejas ao longo de sua vida, incluindo a Igreja de São Miguel e Todos os Anjos, Barnes, onde serviu no Conselho da Igreja Paroquial.
Pym examina de perto muitos aspectos das relações entre mulheres e homens, incluindo sentimentos não correspondidos de mulheres por homens, com base em sua própria experiência. Pym também foi um dos primeiros romancistas populares a escrever com simpatia sobre personagens inequivocamente gays, notadamente em A Glass of Blessings.  Ela retratou as camadas da comunidade e figuras da igreja por meio de funções da igreja. O diálogo costuma ser profundamente irônico. Uma trágica corrente permeia alguns dos romances posteriores, especialmente Quarteto no outono e A doce pomba morreu.
Mais recentemente, os críticos notaram o sério envolvimento com a antropologia que os romances de Pym retratam. A narradora aparentemente ingênua Mildred Lathbury (Mulheres Excelentes), por exemplo, na verdade se envolve em uma espécie de forma participante-observador que representa uma reação ao funcionalismo estrutural do foco da Sociedade Aprendida em diagramas de parentesco.  Tim Watson vincula a consciência aguda de Pym sobre as mudanças sociais no mundo aparentemente aconchegante de seus romances a uma crítica à ênfase do funcionalismo em estruturas sociais estáticas.
Os romances de Pym são conhecidos por sua intertextualidade. Todos os romances de Pym contêm referências frequentes à poesia e literatura inglesas, desde a poesia medieval até trabalhos muito mais recentes, incluindo John Keats e Frances Greville.
Além disso, os romances de Pym funcionam como um universo compartilhado, no qual personagens de uma obra podem passar para outra. Normalmente, as reaparições são na forma de breves participações especiais ou menções de outros personagens. Por exemplo, a relação entre Mildred Lathbury e Everard Bone em Excellent Women não é confirmada no final desse romance. No entanto, os personagens são referenciados ou aparecem em Jane e Prudence, Less than Angels e An Unsuitable Attachment, em que seu casamento e felicidade são confirmados. A personagem de Esther Clovis, um dos principais membros da comunidade antropológica, aparece primeiro em Mulheres Excelentes e depois em dois outros romances antes de sua morte; seu serviço memorial é visto do ponto de vista de dois personagens diferentes (não relacionados) em An Academic Question e A Few Green Leaves. Acredita-se que Esther Clovis tenha sido inspirada por Beatrice Wyatt, antecessora de Pym como editora assistente da África.

## Romances
- Some Tame Gazelle (1950) ISBN 1-55921-264-0
- Excellent Women (1952) ISBN 0-452-26730-7
- Jane and Prudence (1953) ISBN 1-55921-226-8
- Less than Angels (1955) ISBN 1-55921-388-4
- A Glass of Blessings (1958) ISBN 1-55921-353-1
- No Fond Return Of Love (1961) ISBN 1-55921-306-X
- Quarteto de Outono - no original Quartet in Autumn (1977)
- A doce pomba morreu - no original The Sweet Dove Died (1978) ISBN 1-55921-301-9
- A Few Green Leaves (1980) ISBN 1-55921-228-4
- Crampton Hodnet (1940, publicado em 1985) ISBN 1-55921-243-8
- An Unsuitable Attachment (escrito em 1963; publicado em 1982)
- An Academic Question (escrito em 1970-72; publicado em 1986)